# Tschick
 (novembre 2017).
Si vous disposez d'ouvrages ou d'articles de référence ou si vous connaissez des sites web de qualité traitant du thème abordé ici, merci de compléter l'article en donnant les références utiles à sa vérifiabilité et en les liant à la section « Notes et références ».
Pour plus de détails, voir Fiche technique et Distribution.
Tschick est une comédie dramatique allemande sortie en septembre 2016. Ce film a été réalisé par Fatih Akin, d'après le roman Goodbye Berlin ((de)Tschick) de Wolfgang Herrndorf.

## Synopsis
C'est bientôt les grandes vacances pour Maik, quatorze ans. Ses parents sont sur le point de séparer. Sa mère est alcoolique et effectue une cure de désintoxication. Son père, agent immobilier, passe ses vacances avec sa jeune collaboratrice. Il lui laisse une somme d'argent pour passer seul, les prochains quinze jours.
Maik n'a d'yeux que pour Tatiana, la fille dont tous les garçons parlent, surtout à l'approche de son anniversaire, lorsqu'elle lance les invitations. Lui, n'est pas invité, mais, secrètement amoureux d'elle, il trouve cependant à lui offrir un portrait d'elle qu'il dessine au crayon...
Andrei Chichachev (surnommé Tschick) est un nouvel élève d'origine russe. Tschick persuade Maik de remettre son dessin à Tatiana et le lendemain, il lui propose de partir en Valachie voir son grand-père, avec une Lada « empruntée ». Les deux garçons partent sur la route en direction du Sud. Ils font toute sorte de rencontres : un groupe de nobles à bicyclettes, une mère qui les invite à manger, l'agent de police du village... Lorsque le réservoir est vide, tout en cherchant un tuyau pour siphonner de l'essence, ils découvrent Isa qui les aide et se joint à eux pour le voyage. Alors que Maik commence à tomber amoureux d'elle, Isa les laisse pour aller à Prague, où vit sa demi-sœur.
Alors que Tschick se blesse au pied, c'est Maik qui doit conduire. Le voyage se termine brusquement lorsqu'un camion qui transporte des cochons, se reverse devant eux sur l'autoroute. Tschick s'enfuit avant l'arrivée de la police. Maik est interrogé et traduit en justice. Contrairement aux conseils de son père, Maik admet sa culpabilité et même que c'est lui qui conduisait. Lorsque les parents et Maik quittent le tribunal, le père frappe brutalement son fils. Son père déménage chez son amie, laissant son fils et sa femme dans la maison.
À la rentrée, Maik est interrogé par la police, qui l'accompagne en voiture jusqu'aux portes du collège. Ils veulent savoir où se trouve Tschick, mais le garçon n'en sait rien. Soudainement, Maik jouit du respect dans la cour de l'école et Tatiana le remarque enfin. [réf. nécessaire]

## Fiche technique
Sauf indication contraire, les informations mentionnées dans cette section peuvent être confirmées par la base de données cinématographiques IMDb,  présente dans la section « Liens externes ».
- Titre : Tschick
- Réalisation : Fatih Akın
- scénario : Fatih Akın, Hark Bohm et Lars Hubrich
- Pays d'origine : Allemagne
- Langue originale : allemand
- Genre : drame
- Durée : 1 heure et 33 minutes
- Dates de sortie :
  -  Allemagne : 15 septembre 2016

## Distribution
- Tristan Göbel (VFB : Esteban Oertli) : Maik Klingenberg
- Anand Batbileg (VFB : Loîc Buisson) : Andrej « Tschick » Tschichatschow
- Mercedes Müller (VFB : Ludivine Deworst) : Isa Schmidt
- Aniya Wendel (VFB : Aaricia Dubois) : Tatjana Cosic
- Anja Schneider (VFB : Karin Clerq) : mère de Maik
- Uwe Bohm (VFB : Simon Duprez) : père de Maik
- Xenia Assenza : Mona, secrétaire du père
- Udo Samel (VFB : Patrick Descamps) : Herr Wagenbach, instituteur
- Claudia Geisler  (VFB : Micheline Tziamalis) : mère de Friedmann
- Marc Hosemann : policier du village
- Alexander Scheer : juge
- Friederike Kempter : avocat de Maik

Doublage
- Studio : Hiventy Belgique
- Direction artistique : Bruno Buidin
- Adaptation : François Vidal et Thierry Ollieu
- Ingénieur son : William Volvert

Source : carton de doublage sur Disney+ Suisse